# 列治文鎮區 (密蘇里州霍華德縣)
列治文鎮區（英語：Richmond Township）是位於美國密蘇里州霍華德縣的一個行政鎮區。

## 地方資料
列治文鎮區的面積為189.91平方千米，當中陸地面積為187.05平方千米，而水域面積為2.86平方千米。根據2020年美國人口普查的數據，當地共有人口3841人，而人口密度為每平方千米20.23人。